# Westo Indijanci
Westo su pleme Američkih Indijanaca porodice Juči nastanjeno u drugoj polovici 17. stoljeća u obalnim područjima Georgije i dviju Carolina sa središtem na rijeci Savannah. Tada (1670.) bilo ih je oko 1,600. Šireći se van svog teritorija Westo Indijanci teroriziraju malena plemena od od Port Royala pa do Kayawaha (danas Kiawah Island). Godine 1674. nakon sporadičnih neprijateljstava, Henry Woodward, kolonijalni agent za indijansku trgovinu uspostavlja trgovačke odnose s Westo Indijancima sve do 1680. Ovi pak, dobro naoružani nastave i dalje s tiranijom nad manjim plemenima, s kojima su Englezi također trgovali. Ovo se Englezima zasigurno nije svidjelo pa su angažirali bandu Indijanaca istočnih Shawnee i dolazi do rata poznatog kao 'Westo War' od 1680. – 1681. Nakon krvavih borbi Westosi su pobijeđeni i protjerani na zapad gdje su se inkorporirali među Indijance Lower Creek na rijekama Ocmulgee i Chattahoochee podijelivši kasnije sudbinu s njima. 
Danas među etnolozima postoji debata tko su bili Indijanci Westo. Eminentna imena J. R. Swanton i F. G. Speck drže da su istočni ogranak Indijanaca Juči. Ostali smatraju da su identični Rickohockan Indijancima iz Virginije i možda najjužniji predstavnici irokeške jezične porodice.
Po nekim antropolozima, potječu od plemena Eriez.

## Vanjske poveznice
- Westo Indians  Arhivirana inačica izvorne stranice od 17. prosinca 2005. (Wayback Machine)